# Michael Mebart
Der Architekt Michael Mebart (geboren um 1573 in Straßburg; gestorben 1621) war unter Markgraf Christian Hofbaumeister in Bayreuth. Im 17. Jahrhundert prägte er mit seinen Bauten das Stadtbild.
Mebart kam von der Straßburger Dombauschule und war zu Beginn des 17. Jahrhunderts viele Jahre in Bayreuth tätig. Zu seinen bekanntesten Werken zählt der Wiederaufbau der Stadtkirche Maria Magdalena nach dem Stadtbrand des Jahres 1605. Teile der Gewölbe, des Mauerwerks und der beiden Türme sowie der Chorbogen waren eingestürzt. Die Kirche, nun Hof- und Hauptkirche des Fürstentums, wurde von 1611 bis 1614 für die Zwecke einer Residenzstadt eingerichtet und völlig neu ausgestattet. Unter Verwendung des stehengebliebenen Mauerwerks gab Mebart ihr die alte gotische Form wieder. An den Seitenschiffen wurden Emporen für den Hofadel angebracht. Da der Markgraf die nun „Zur Heiligen Dreifaltigkeit“ umbenannte Kirche auch zur Grabkirche seiner Familie bestimmte, ließ er die „Fürstengruft“ einbauen.
Das Alte Schloss baute Mebart zur markgräflichen Residenz um. Dabei wurden der Saalbau und der Kurfürstenbau erweitert und mit Reliefmedaillons geschmückt. 1610 plante er das Haus Maximilianstraße 57; das Gebäude, in dem heute die Mohren-Apotheke untergebracht ist, wurde mit seinem Renaissance-Erker das stattlichste Bürgerhaus am Markt. Im Jahr 1613 baute Mebart die abgebrannte Lateinschule wieder auf.

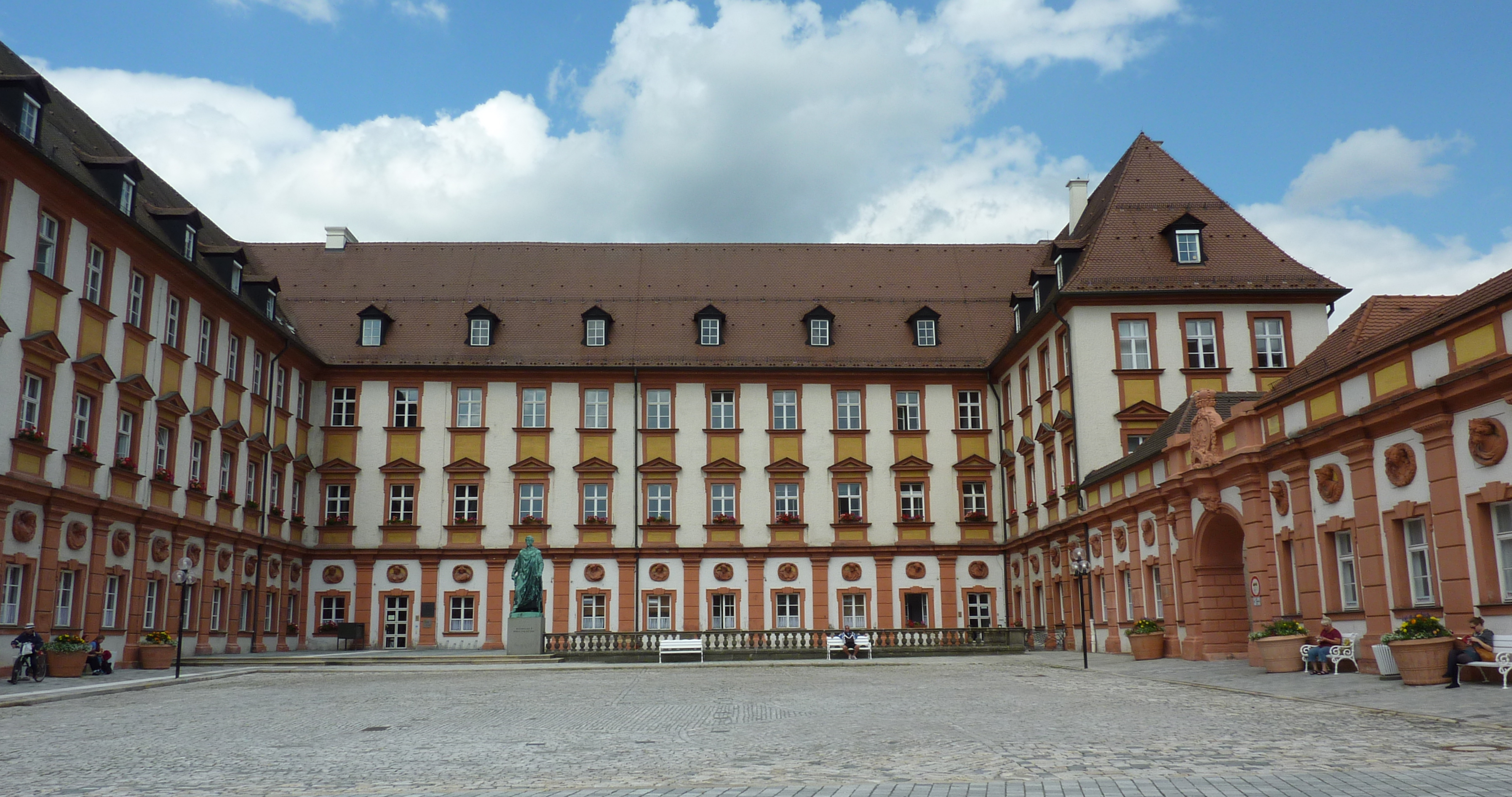
Altes Schloss Bayreuth
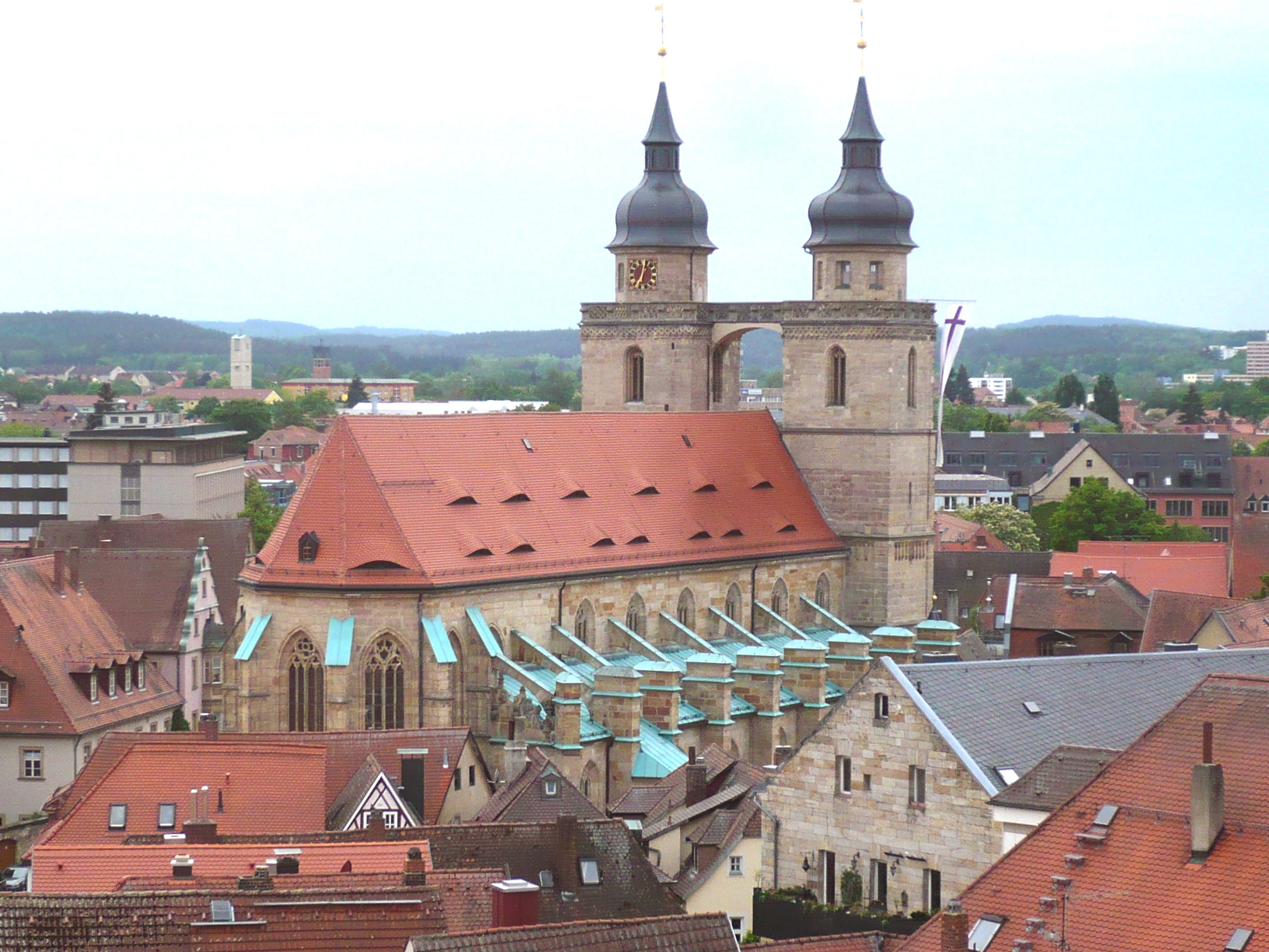
Stadtkirche Bayreuth
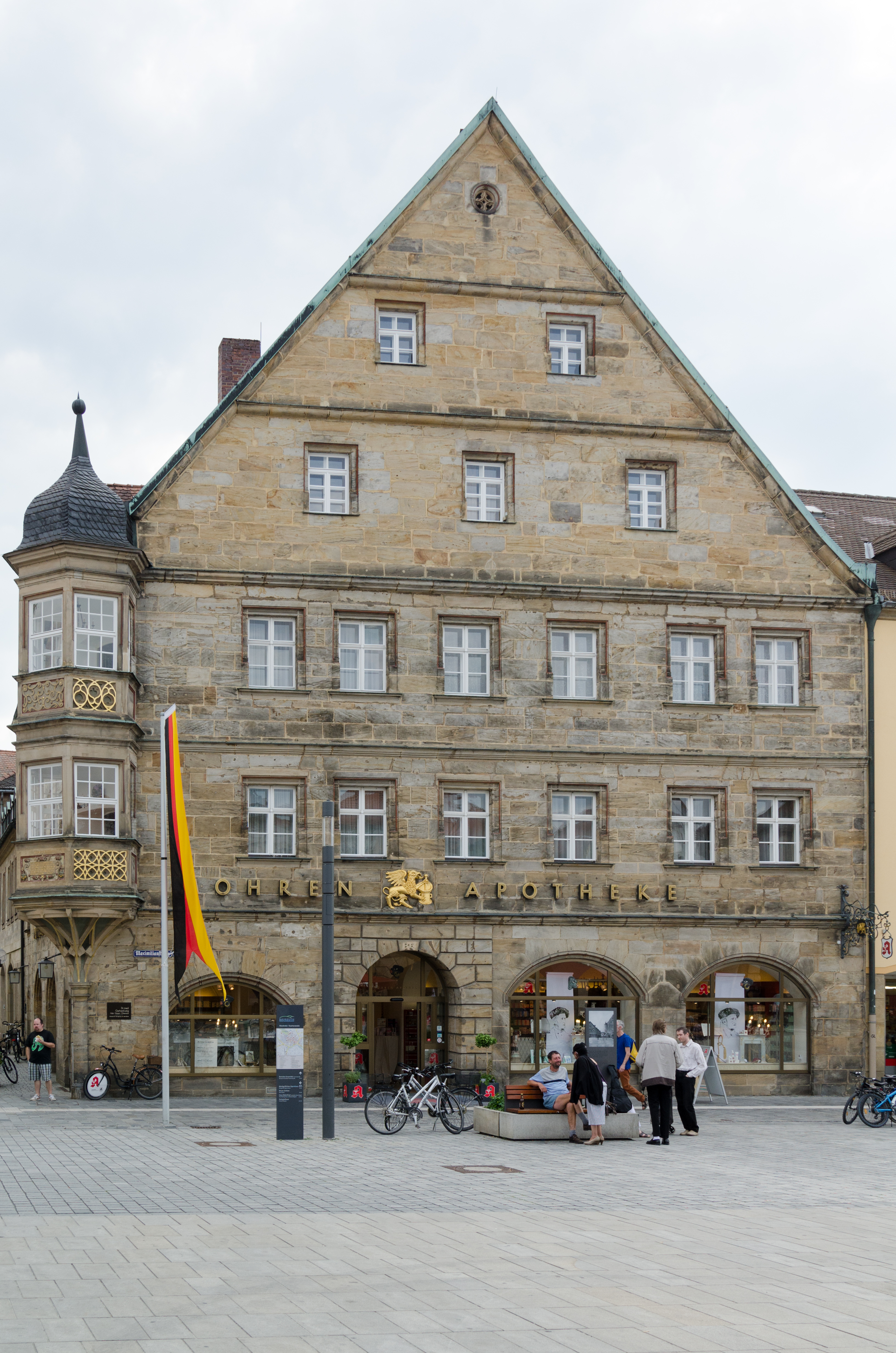
Maximilianstraße 57
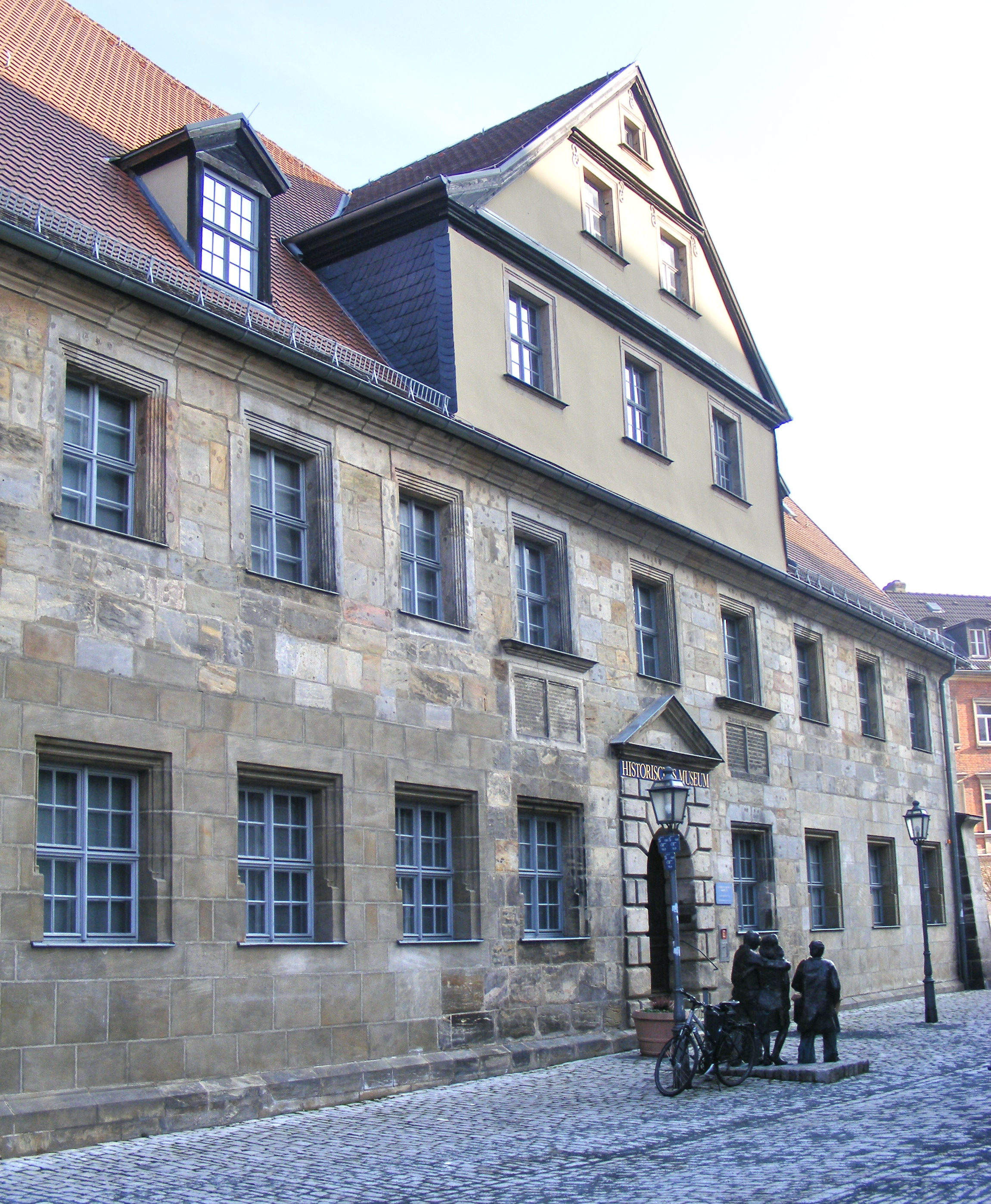
Ehemalige Lateinschule

Zu Ehren Mebarts wurde 1963 im Bayreuther Stadtteil Roter Hügel der Mebartweg benannt.